# Marathiás
Marathiás är en ort i Grekland.   Den ligger i prefekturen Nomós Kerkýras och regionen Joniska öarna, i den västra delen av landet, 400 km väster om huvudstaden Aten. Marathiás ligger 70 meter över havet och antalet invånare är 331. Den ligger på ön Korfu.
Terrängen runt Marathiás är huvudsakligen platt, men åt nordväst är den kuperad. Närmaste större samhälle är Perivóli, 1,8 km sydost om Marathiás. 